# Primera División (1930/1931)
Primera División 1930/1931 był trzecim sezonem w najwyższej klasie rozgrywek piłkarskich w Hiszpanii. Trwał on od 7 grudnia 1930 do 5 kwietnia 1931. Rozegrano 18 kolejek. Tytuł mistrza kraju obronił Athletic Bilbao.

## Tabela

### Legenda
| Legenda do tabeli              |
| Mistrz                         |
| Zdobywca Copa del Rey          |
| Spadkowicz do Segunda División |

### Tabela po zakończeniu sezonu
| Miejsce | Klub                 | Kolejka | Wygranych | Remisów | Przegranych | Gole strzelone | Gole stracone | Różnica | Punkty |
| ------- | -------------------- | ------- | --------- | ------- | ----------- | -------------- | ------------- | ------- | ------ |
| 1       | Athletic Bilbao      | 18      | 11        | 0       | 7           | 73             | 33            | 40      | 22     |
| 2       | Racing Santander     | 18      | 10        | 2       | 6           | 49             | 37            | 12      | 22     |
| 3       | Real Sociedad        | 18      | 10        | 2       | 6           | 42             | 39            | 3       | 22     |
| 4       | FC Barcelona         | 18      | 7         | 7       | 4           | 40             | 43            | -3      | 21     |
| 5       | Arenas Club de Getxo | 18      | 8         | 2       | 8           | 35             | 38            | -3      | 18     |
| 6       | Real Madryt          | 18      | 7         | 4       | 7           | 24             | 27            | -3      | 18     |
| 7       | Real Unión Irún      | 18      | 6         | 4       | 8           | 41             | 45            | -4      | 16     |
| 8       | Deportivo Alavés     | 18      | 5         | 4       | 9           | 25             | 39            | -14     | 14     |
| 9       | RCD Espanyol         | 18      | 6         | 2       | 10          | 32             | 45            | -13     | 14     |
| 10      | CE Europa            | 18      | 6         | 1       | 11          | 23             | 38            | -15     | 13     |
| SD      | Real Betis           | -       | -         | -       | -           | -              | -             | -       | -      |

## Objaśnienia
- 1. - Athletic Bilbao - mistrz.

### Spadek doSegunda División
- 10. - CE Europa.

### Awans doPrimera División
- Real Betis.

### ZdobywcaTrofeo Pichichi
- Agustín Sauto Arana - Athletic Bilbao - 27 goli.